# Seošnica
Seošnica (cyr. Сеошница) – wieś w Czarnogórze, w gminie Rožaje. W 2011 roku liczyła 878 mieszkańców.